# Saul Brant
Saul Brant (* 22. September 1882 in Savannah/Georgia; † 1934) war ein US-amerikanischer Geiger, Chorleiter und Musikpädagoge.

## Leben
Brant studierte in Europa, wo er acht Jahre lang lebte, bei Henri Marteau und Carl Flesch. Um 1910 zog er nach Montreal und unterrichtete dort am McGill Conservatory. Unter anderem studierten Audrey Cook, André Durieux, Ethel Stark und auch sein Sohn Henry Brant bei ihm. Als Kammermusiker trat er mit Musikern wie Boris Hambourg und George MacKenzie Brewer auf. Bei Aufführungen von Händels Messiah und Mendelssohns Elias 1927 dirigierte er den Mendelssohn Choir of Montreal. Ab 1929 lebte er in New York.